# 993 Fifth Avenue
993 Fifth Avenue est un immeuble résidentiel de grand standing situé dans l'arrondissement de Manhattan à New York. Il se situe comme son nom l'indique sur la Cinquième Avenue au coin de la 81e rue et fait face au Métropolitan Museum de Central Park. Construit en 1931, il s'agit d'un des derniers grands bâtiments de luxe érigé avant la Grande Dépression.
L'immeuble est géré en coopérative d'habitation : les propriétaires d'appartements détiennent des actions nominatives de la société qui possède le bâtiment. Comme certaines résidences new-yorkaises, une personne qui achète un appartement est obligé de payer la somme entièrement comptant. Aucun endettement n'est autorisé. D'autre part, il parait que l'assemblée des copropriétaires exige que l'acheteur potentiel prouve qu'il dispose d'au moins 10 fois le prix de l'appartement[réf. nécessaire].

## Appartements
993 Fifth comprend 17 étages. La superficie des appartements va de 300 m² à plus de 800 m².

## Autres bâtiments de même standing
Il existe à New York d'autres résidences avec la même architecture 820 Fifth Avenue, 834 Fifth Avenue, 927 Fifth Avenue, 960 Fifth Avenue, 993 Fifth Avenue, 995 Fifth Avenue, 998 Fifth Avenue, 720 Park Avenue and 740 Park Avenue. Et d'autres très prestigieux comme le 1040 Fifth Avenue, 730 Park Avenue, 770 Park Avenue, 778 Park Avenue, River House, the Dakota(résidence de John Lennon) the San Remo and the Beresford.